# Haaghoek

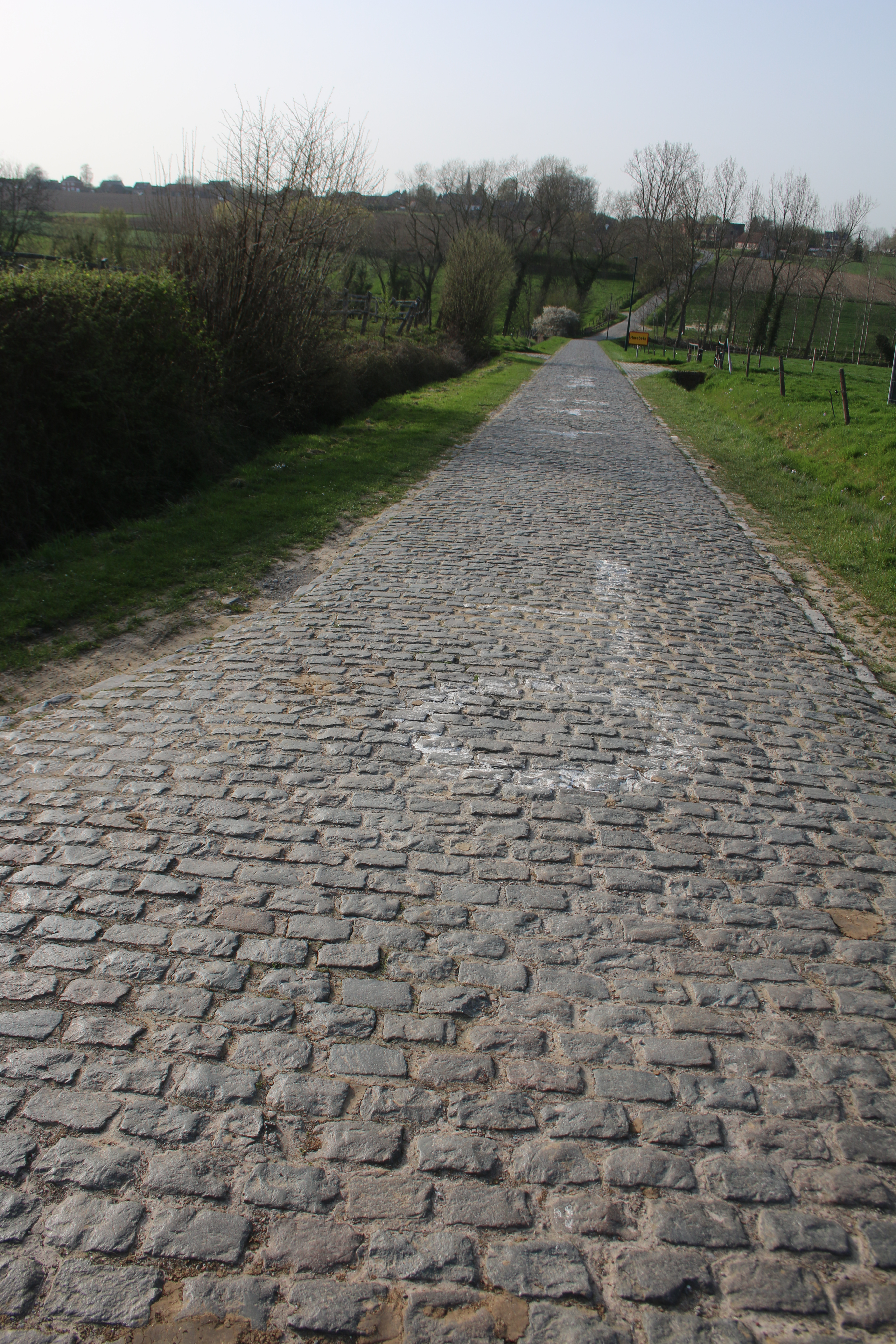
Kasseiweg Haaghoek

De kasseiweg Haaghoek is een straat in de Oost-Vlaamse gemeenten Horebeke en Brakel.
Deze 2 kilometer lange weg loopt van Sint-Kornelis-Horebeke naar Zegelsem en passeert enkele beken en heuvels. De eerste met kasseien verharde wegen werden aangelegd onder de regering van Maria Theresia, halverwege de 18e eeuw. Deze weg is daar een voorbeeld van. Op de Ferrariskaart uit de jaren 1770 is het tracé van de weg weergegeven, met halverwege het gehucht Haeghoeck, gelegen tussen de dorpscentra van Sint-Kornelis-Horebeke en Zegelsem.
In 1995 werd de Haaghoek samen met tientallen andere kasseiwegen, waaronder de aangrenzende Teirlinckstraat en Sint-Ursmarusstraat in Zegelsem, beschermd als monument.

## Wielrennen
De Haaghoek wordt vaak opgenomen in het parcours van de Vlaamse voorjaarsklassieker in het wielrennen, waaronder de Ronde van Vlaanderen, de Omloop Het Nieuwsblad en de Driedaagse van De Panne-Koksijde. De kasseistrook is zo'n 1700 meter lang. Door een parcours met lussen in de Omloop Het Nieuwsblad passeerde men vanaf 2011 tijdens de wedstrijd drie maal in de Haaghoek. In het zuiden sluit in Zegelsem de Leberg aan op de Haaghoek, een helling die vaak in de wedstrijden wordt beklommen. Soms beklom men de Keiweg-Leberg, die halverwege de Haaghoek begint.
De kasseistrook is ook opgenomen in de rode lus van de recreatieve fietsroute Ronde van Vlaanderenroute.